# Bad Bellingen
Bad Bellingen – miejscowość i gmina w Niemczech, w kraju związkowym Badenia-Wirtembergia, w rejencji Fryburg, w regionie Hochrhein-Bodensee, w powiecie Lörrach, wchodzi w skład wspólnoty administracyjnej Schliengen. Leży nad Renem, przy granicy z Francją, ok. 10 km na południe od Müllheim im Markgräflerland i ok. 15 km na północ od Lörrach.
W miejscowości jest przystanek kolejowy Bad Bellingen.

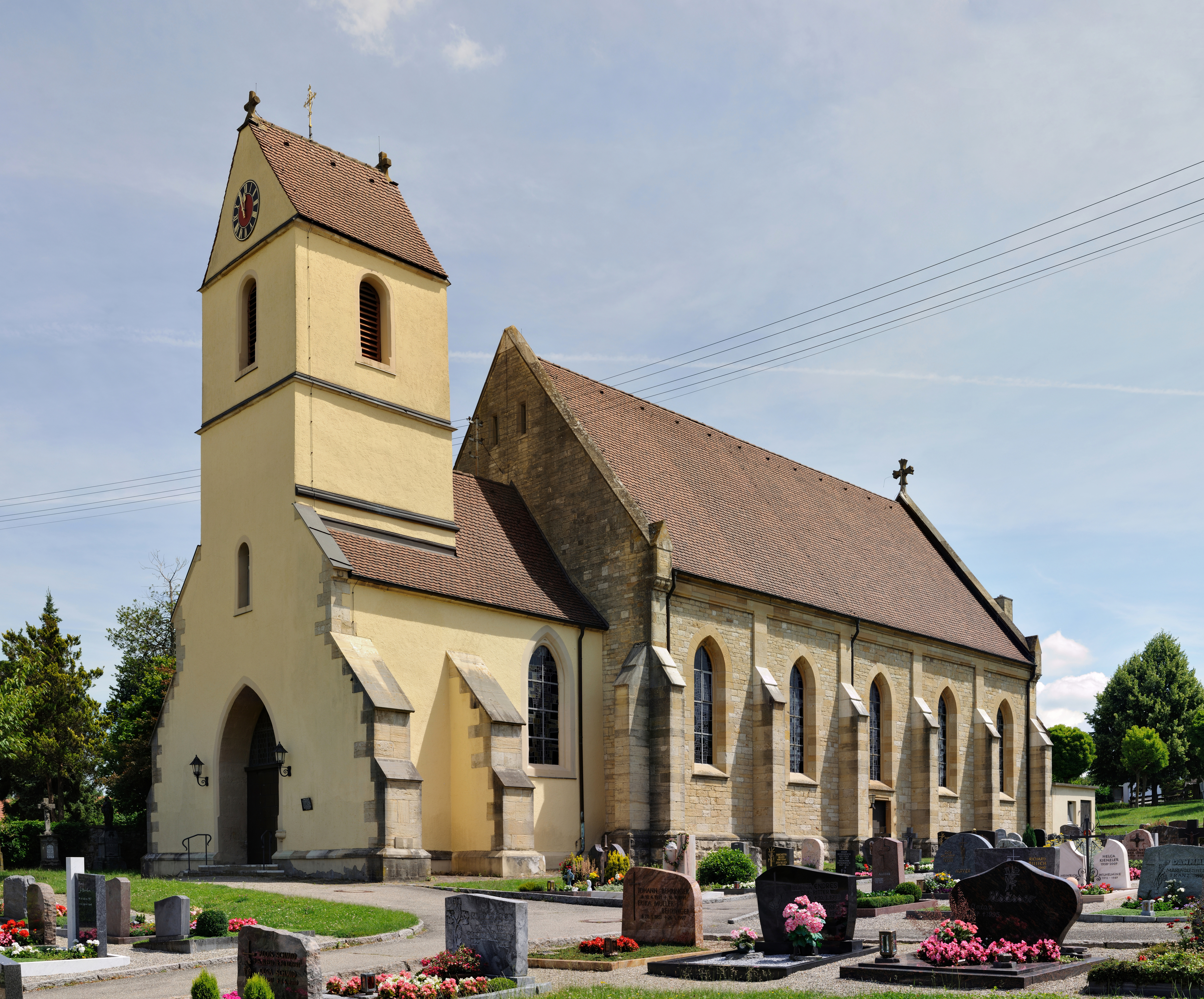
Kościół św. Piotra i Pawła (St. Peter u. Paul)

## Polityka
Ostatnie wybory samorządowe odbyły się 13 czerwca 2004, w radzie miasta zasiada 16 radnych.
| Partia      | % głosów | Porównanie | Ilość radnych |
| ----------- | -------- | ---------- | ------------- |
| CDU         | 48,4%    | -1,7%      | 8             |
| Bezpartyjni | 35,7%    | +8,1%      | 6             |
| SPD         | 15,9%    | -6,4%      | 2             |

## Współpraca
Miejscowości partnerskie:
- Petit-Landau, Francja
- Reigoldswil, Szwajcaria